# Désolée
Désolée to czwarty singel promujący drugi studyjny album francuskiej wokalistki Amel Bent – À 20 ans. Autorami tekstu są: Gordon Chambers, Negin, Jonas Jeberg oraz Amel Bent.